# Fontechiari
Fontechiari è un comune italiano di 1 200 abitanti della provincia di Frosinone nel Lazio.

## Geografia fisica

### Territorio
Il paese è immerso nel verde della Valle di Comino, caratterizzato da un territorio prevalentemente collinare che raggiunge i 624 m. s.l.m. del Colle Ramato.
Caratteristico è il rio di Fontechiari, il quale raccoglie le acque della zona e le porta al Fibreno; una volta la forza della corrente muoveva due mulini, di cui oggi rimangono solo i ruderi.
Il territorio è caratterizzato da un Centro Storico, sviluppato intorno all'originaria curtis benedettina e dalle contrade sia di piccole che di grandi dimensioni:
- Caponero
- Cisterna
- Colle Laturo
- Colle Mastroianni
- Fonteoco
- Gizzi
- Macciocca
- Muto
- Panetta
- Pennacchia
- Valle Scalza

### Clima
Classificazione climatica: zona D, 1759 GR/G

## Origini del nome
L'attuale nome deriva da una fonte, che, nel 1732, era denominata "Fons Clara"; fino al 1862, infatti, il comune si era chiamato Schiavi (Schieuë). Si colse l'occasione della proclamazione dell'unità per cambiare il nome in Fontechiari. Probabilmente l'antico nome Schiavi fa riferimento ad un'immigrazione di slavi, provenienti dalla Schiavonia.

## Storia
Ad inizio del XV secolo fece parte della Contea di Alvito, e poi tra il XV e il XVIII secolo fece parte del Ducato di Sora, fino a quando nel 1796, per volontà di Ferdinando I delle Due Sicilie, fu reintegrato nel Regno di Napoli.

### Simboli
Lo stemma del Comune di Fontechiari è stato concesso con decreto del presidente della Repubblica del 15 novembre 2006.
Il gonfalone è un drappo di giallo.

## Monumenti e luoghi d'interesse

### Architetture religiose
- Chiesa dei S.S. Giovanni Battista ed Evangelista, di epoca settecentesca;
- Chiesa della Madonna dei Fratelli, ex convento della Madonna delle Grazie, che conserva un imponente Cristo in legno risalente al XIII secolo e un dipinto, raffigurante la Sacra Famiglia, attribuito al Cavalier d'Arpino;
- Eremo di Sant'Onofrio, uno tra i più suggestivi del Basso Lazio. Frequentato, probabilmente, a partire dal IX-X secolo, l'eremo è costituito da una ampia grotta divisa in tre ambienti. Esternamente presenta numerosi graffiti che rimandano a noti simboli della tradizione cristiana (l'uccello, il pavone, la Scala, ecc) e tracce di affreschi. All'interno del vano principale, quello adibito alle funzioni liturgiche, troviamo un altare interamente affrescato con la raffigurazione del santo anacoreta e otto riquadri con scene della sua vita.
- Cimitero napoleonico. Si tratta di un monumento unico in tutto il centro Italia. Il progetto del cimitero, conservato nell'archivio storico del paese, è del 1836. Il borgo aveva necessità di avere un cimitero e la soluzione fu quella di creare una struttura che riprendesse il modello napoleonico con in più la particolarità di un giro di cappelle gentilizie a decorare i tre buchi nel terreno in cui le persone venivano “seppellite”. Sotto il tumulo c'è ancora una parte vuota ma perfettamente aerata che costituiva l'ossario.

### Architetture civili
- Palazzo Agostini
- Palazzo De Carolis
- Palazzo Paradisi
- Palazzo Viscogliosi

### Architetture militari
- Torre Medievale, nel cuore del centro storico, si erge l'antica torre del XIII secolo, intitolata ai principi Boncompagni, là dove sorgeva un castello, oggi non più esistente, i cui edifici sono stati trasformati in Palazzo Viscogliosi.
- Cinta Muraria

### Altro
- Organo del Catarinozzi
- Organo da camera del Catarinozzi

## Società

### Evoluzione demografica
Abitanti censiti

### Religione
La popolazione professa per la maggior parte la religione cattolica nell'ambito della diocesi di Sora-Cassino-Aquino-Pontecorvo

### Tradizioni e folclore
- Il santo patrono del paese è San Bartolomeo che si festeggia il 24 agosto.
- Festa della Madonna dei Fratelli (terza domenica di luglio)
- Festa di San Bartolomeo (24 agosto),
- Festa di Sant'Anna (in contrada Cisterna)
- Festa dell'emigrante (in agosto).

## Cultura

### Cucina
- Crespelle con cavolfiore.
- Minestra con pane giallo e ceci

### Eventi
- Festa dell'Autunno con La Maxitorta di Fontechiari, (ottobre - di solito penultima domenica).
- Fontechiaresi nel Mondo - La notte degli antichi sapori (10 agosto)

## Economia
Di seguito la tabella storica elaborata dall'Istat a tema Unità locali, intesa come numero di imprese attive, ed addetti, intesi come numero di addetti delle imprese locali attive (valori medi annui).
|             | 2015                  |                              |                            |                |                       |                     | 2014                  |                | 2013                  |                |
| ----------- | --------------------- | ---------------------------- | -------------------------- | -------------- | --------------------- | ------------------- | --------------------- | -------------- | --------------------- | -------------- |
|             | Numero imprese attive | % Provinciale Imprese attive | % Regionale Imprese attive | Numero addetti | % Provinciale Addetti | % Regionale Addetti | Numero imprese attive | Numero addetti | Numero imprese attive | Numero addetti |
| Fontechiari | 50                    | 0,15%                        | 0,01%                      | 107            | 0,1%                  | 0,01%               | 59                    | 111            | 65                    | 120            |
| Frosinone   | 33.605                |                              | 7,38%                      | 106.578        |                       | 6,92%               | 34.015                | 107.546        | 35.081                | 111.529        |
| Lazio       | 455.591               |                              |                            | 1.539.359      |                       |                     | 457.686               | 1.510.459      | 464.094               | 1.525.471      |

Nel 2015 le 50 imprese operanti nel territorio comunale, che rappresentavano lo 0,15% del totale provinciale (33.605 imprese attive), hanno occupato 107 addetti, lo 0,1% del dato provinciale; in media, ogni impresa nel 2015 ha occupato due addetti (2,14).

## Infrastrutture e trasporti

### Strade
Il territorio comunale è attraversato dalla Strada statale 690 Avezzano-Sora, che collega Avezzano in Abruzzo, ad Atina nel Lazio.

## Amministrazione
Nel 1862 cambio denominazione da Schiavi a Fontechiari.
Nel 1927, a seguito del riordino delle circoscrizioni provinciali stabilito dal regio decreto n. 1 del 2 gennaio 1927, per volontà del governo fascista, quando venne istituita la provincia di Frosinone, Fontechiari passò dalla provincia di Terra di lavoro a quella di Frosinone.

### Altre informazioni amministrative
Fa parte dell'Unione dei comuni del Lacerno e del Fibreno.